# Nove filhas de Aegir
Na mitologia nórdica, os deuses Aegir e Ran têm nove filhas. Aegir é a personificação dos mares, sendo as suas nove filhas, as ondas.
Na secção Skáldskaparmál da Edda em Prosa, Snorri Sturluson refere duas vezes as nove filhas, havendo apenas alteração de nome na oitava. A nove filhas de Aegir têm nomes poéticos para as ondas:
- Himinglæva - Aquela através da qual se vê o céu.
- Dúfa - A que dirige.
- Blóðughadda - Cabelo sangrento.
- Hefring - A que se levanta.
- Uðr - Onda Espumante.
- Hrönn - Onda Disposta.
- Bylgja - Ondeada.
- Kára- Poderosa ou Dröfn - Mancha de espuma.
- Kólga - Termo poético para Onda. "A Fresca".

As nove filhas, podem ser as nove mães relatadas como mães de Heimdall, no entanto, nalguns textos como no Hyndluljóð, as nove gigantes mães de Heimdall são apresentados com outros nomes, incluindo Gjálp e Greip e Járnsaxa.